# Schedonnardus
Schedonnardus là một chi thực vật có hoa trong họ Hòa thảo (Poaceae).

## Loài
Chi Schedonnardus gồm các loài: